# Distretto di Campoverde
Il distretto di Campoverde è un distretto del Perù nella provincia di Coronel Portillo (regione di Ucayali) con 13.515 abitanti al censimento 2007.
È stato istituito il 1º giugno 1982.